# Sunk 500
Sunk 500 är det andra albumet av hardcorebandet Lok, släppt 2000.

## Låtlista
1. Hur många grisar är vi nu? - 3.07
2. Leksakslandets kungar - 3.34
3. Gud ditt svin - 4.57
4. Kompanjoner - 2.24
5. Handflatan - 2.06
6. Stänkskärmar och sprit - 4.10
7. M som i -5.23
8. Dakota - 1:51
9. Bedragaren i Murmansk - 3:20
10. 1983 - 1:46
11. Smörjan - 5:14